# Quercus tharpii
Quercus tharpii är en bokväxtart som beskrevs av Cornelius Herman Müller. Quercus tharpii ingår i släktet ekar, och familjen bokväxter.
Artens utbredningsområde är Texas. Inga underarter finns listade i Catalogue of Life.